# Robert Fellowes (político)
Para outras pessoas nomeadas Robert Fellowes, veja Robert Fellowes (desambiguação)
Robert Fellowes (1742 — 1829) foi político britânico. Entre 1802 e 1807, foi um membro do parlamento pelo distrito eleitoral de Norwich.